# 沖廣克也
沖廣 克也（おきひろ かつや、1959年3月15日 - ）は、日本の実業家。元住商グローバル・ロジスティクス株式会社代表取締役社長。元インド住友商事会社社長。

## 人物・経歴
広島県出身。1982年に横浜国立大学経済学部を卒業後、住友商事入社。2006年より物流保険事業本部海外工業団地部長として、インドネシア、フィリピン、ベトナム等の工業団地の開発を担当した。2011年アジア住友商事グループ・アジア輸送機・建機ユニット長、インド住友商事会社社長、インド日本商工会会長などを経て、2015年4月から住友商事中部支社長。2018年4月に住商グローバル・ロジスティクス株式会社代表取締役社長に就任した。就任後は、株式会社オープンとの通販の物流分野での協業を目的とした業務提携や自動化技術のシェアリングサービスの開発や庫内作業の要員最適化システムの外販、新型ステンレスコンテナの本格導入、タイの食品・消費財ニーズ増に応じた物流拡大などに取り組んだ。
2023年4月より住商グローバル・ロジスティクス株式会社代表取締役社長を退任し同社特別顧問に就任した。